# Cathédrale de Bagrati
La cathédrale de Bagrati (en géorgien : ბაგრატის ტაძარი, Bagratis tadzari) est une cathédrale construite au XIe siècle dans la ville de Kutaisi (région d'Iméréthie), en Géorgie. Restée longtemps en ruines, c'est un chef-d'œuvre de l'architecture médiévale géorgienne.
Située sur la colline Uk'imerioni, elle est construite au début du XIe siècle pendant le règne du roi Bagrat III, d'où son nom, signifiant « la cathédrale de Bagrat ». Une inscription sur le mur septentrional révèle que le plancher fut installé en « chronicon 223 », donc 1003 au calendrier julien.
Elle est dévastée par les bombes des troupes ottomanes en 1692 lors de leur invasion du royaume d'Iméréthie. Cette attaque cause l'effondrement de la coupole et du toit, laissant ainsi la cathédrale en ruine, état dans lequel elle était visible jusqu'aux années 2010.
Les travaux de conservation et de restauration ainsi que des études archéologiques sont en cours depuis 1952.
Elle est ajoutée à la liste du patrimoine mondial de l'UNESCO en 1994, conjointement avec le monastère de Ghélati, et en 2001 elle est rendue à l'Église orthodoxe apostolique de Géorgie. Les cérémonies religieuses y sont célébrées de manière limitée, mais elle attire beaucoup de pèlerins et de touristes et est souvent utilisée comme symbole de la ville de Kutaisi.
Placée en 2010 par l'UNESCO sur la liste du patrimoine mondial en péril, la cathédrale fait l'objet de travaux de reconstruction en béton lancés à l'initiative du président géorgien Mikheil Saakachvili. Faisant peser la menace d'une exclusion de la liste du patrimoine mondial, ces travaux sont arrêtés temporairement en juin 2012, sur ordre du patriarche. Toutefois la reconstruction est menée à son terme dans les années qui suivent, aboutissant à l'exclusion de la cathédrale de la liste du patrimoine mondial en juillet 2017, le comité de l'UNESCO jugeant que le "projet de reconstruction a porté atteinte à son intégrité et son authenticité".

## Galerie d'images

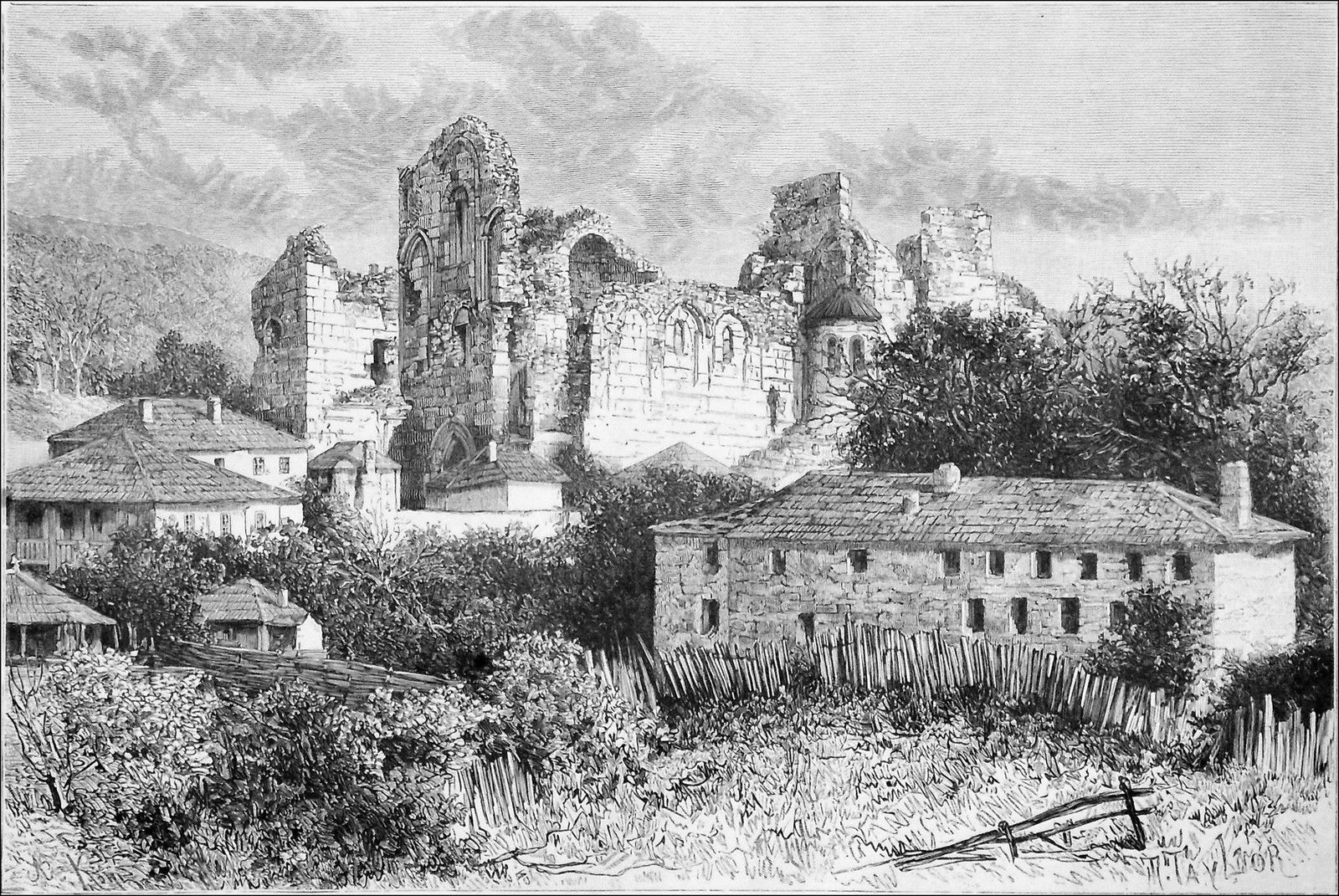
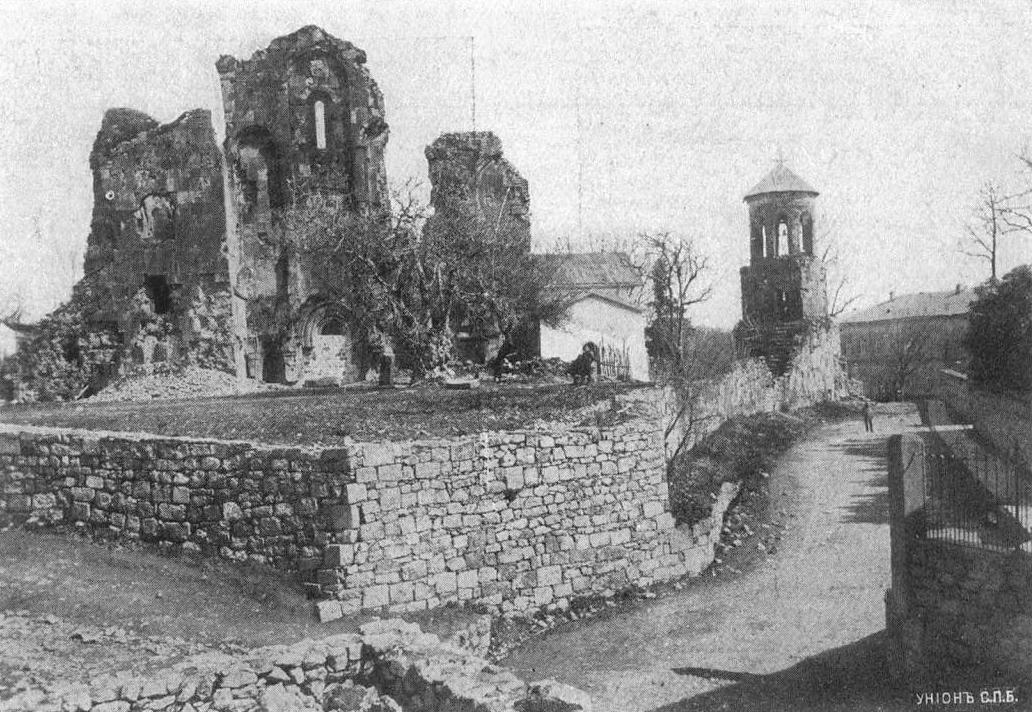
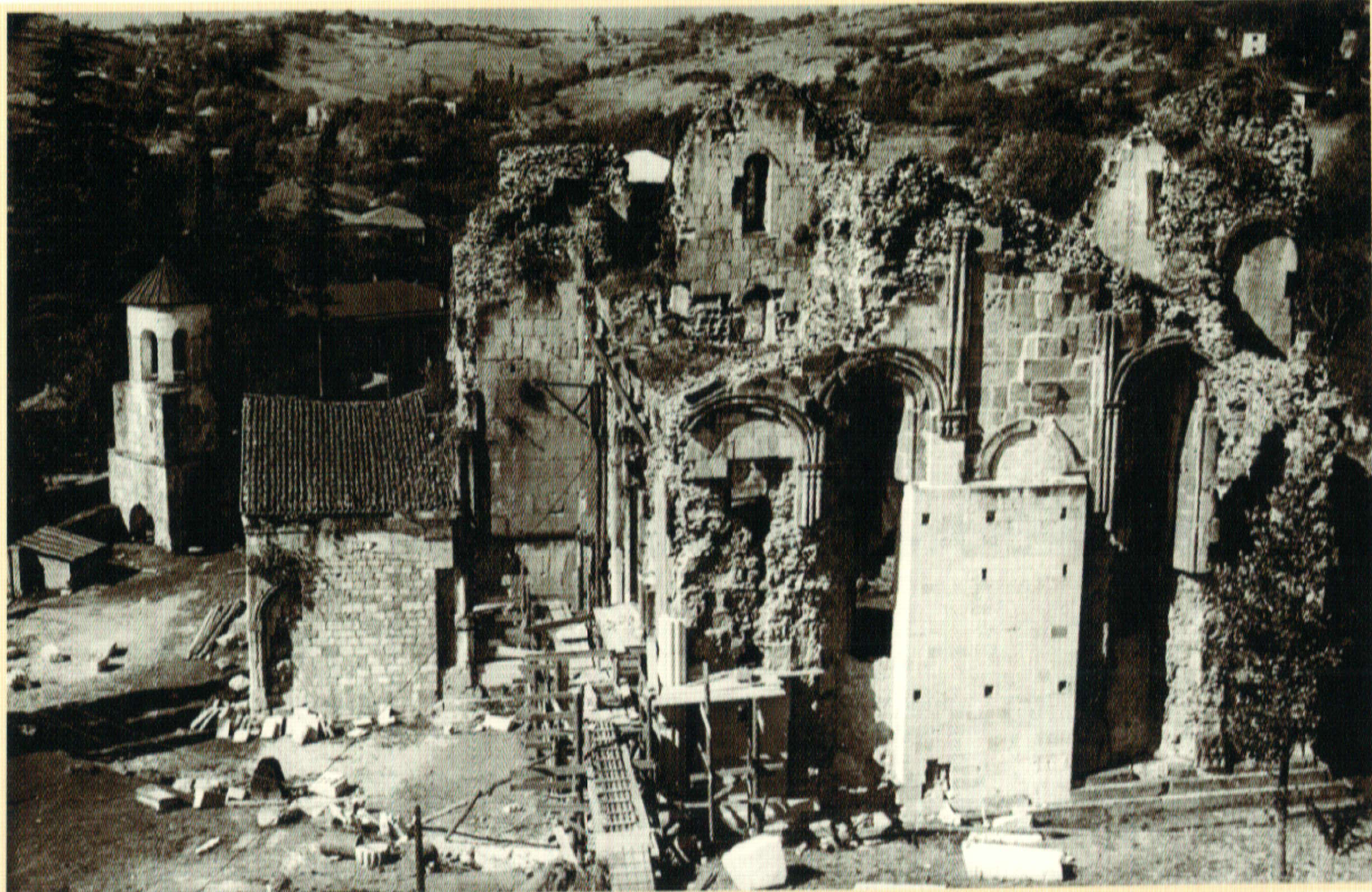
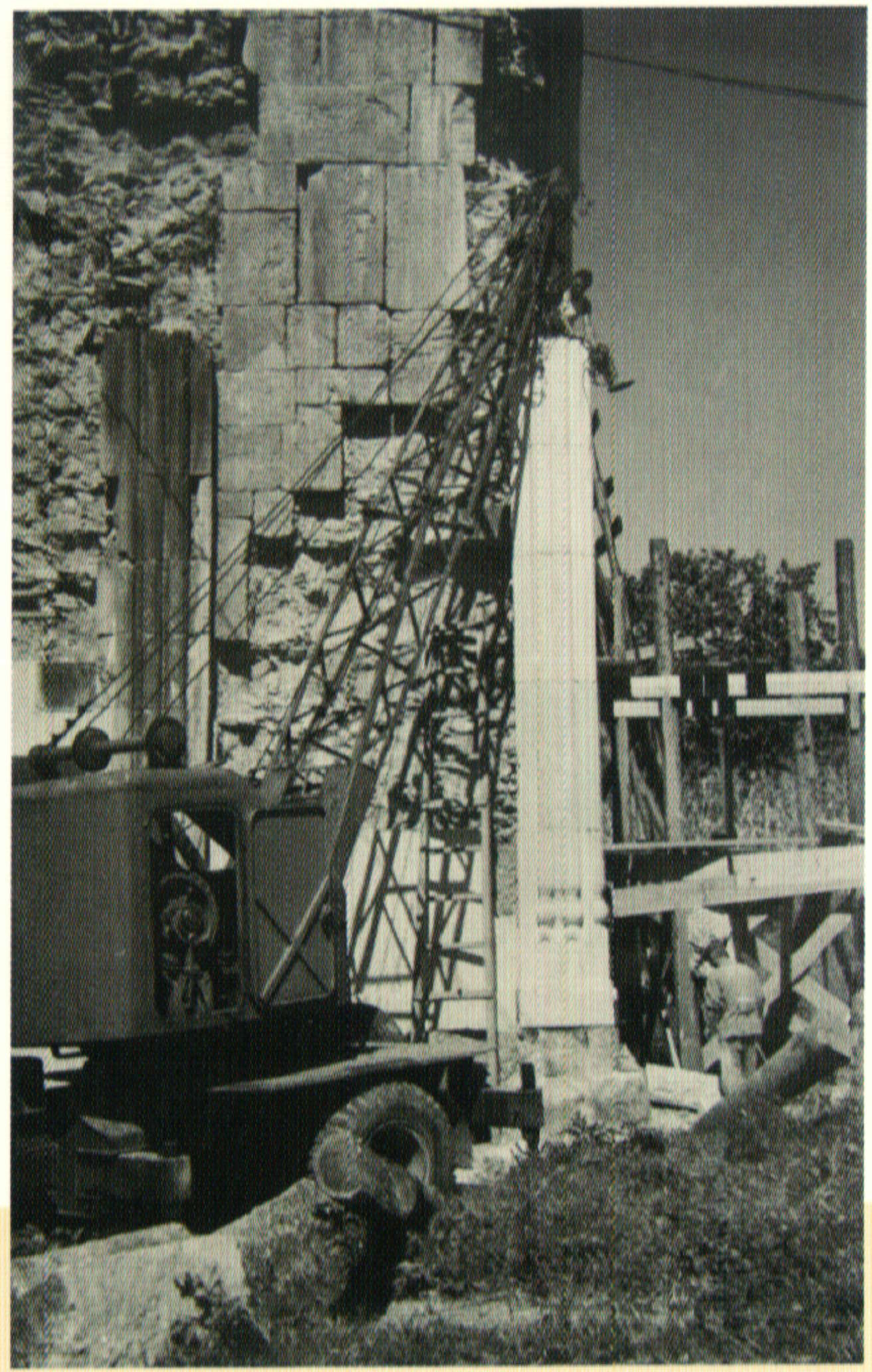
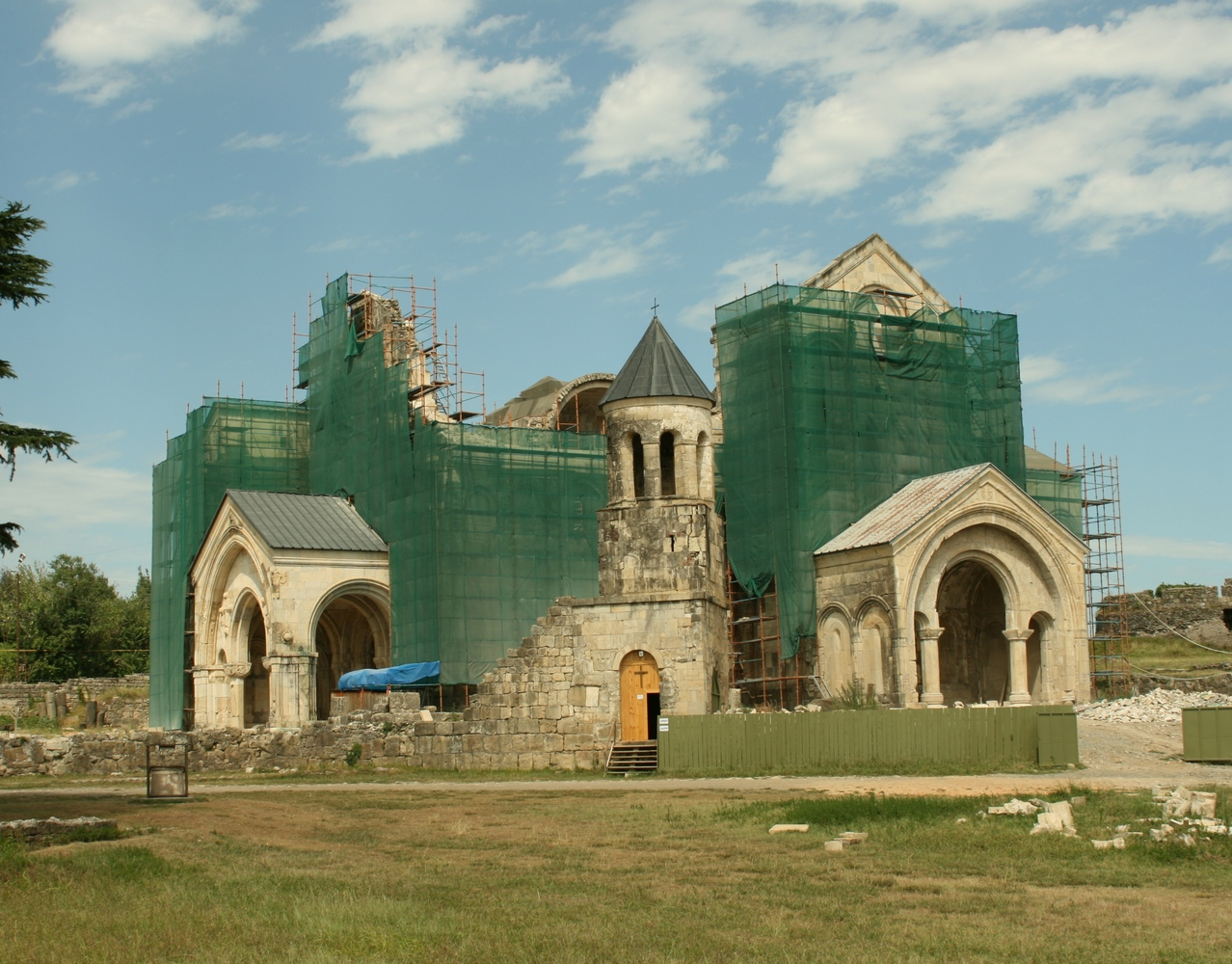
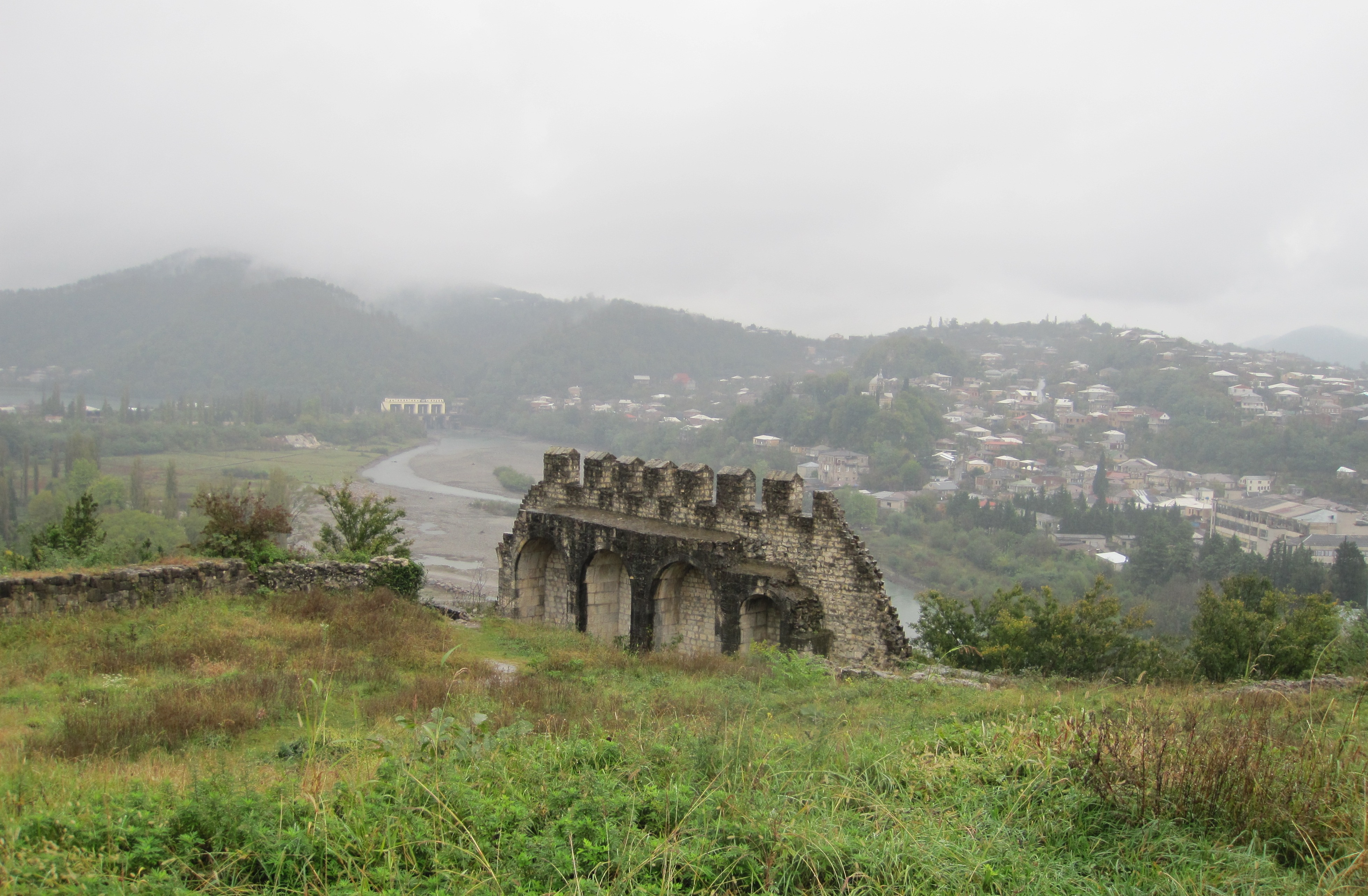
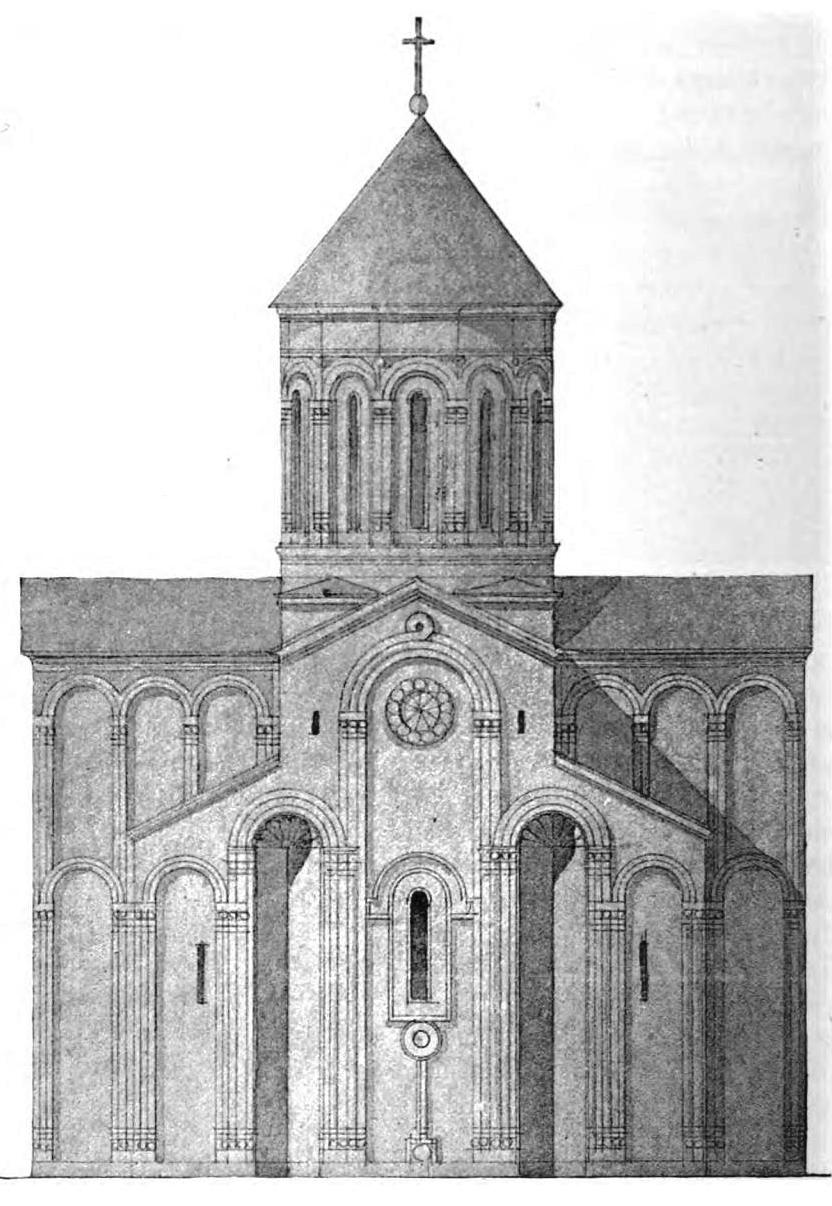
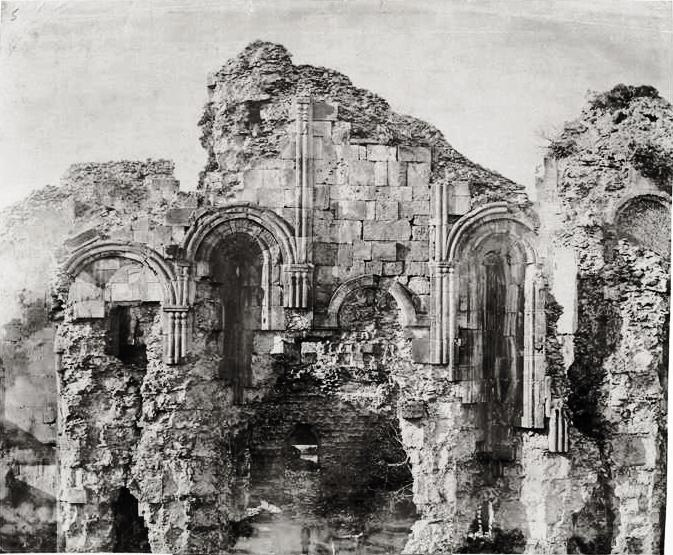
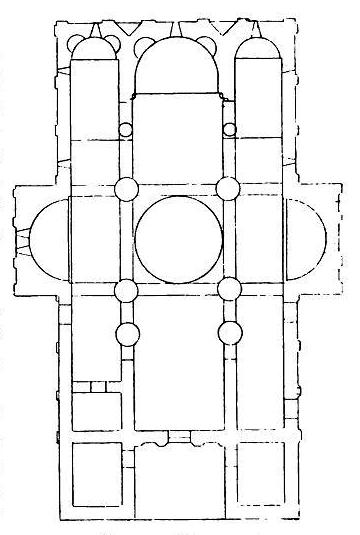
Les absides du chevet et celles du transept sont inscrites derrière des murs droits
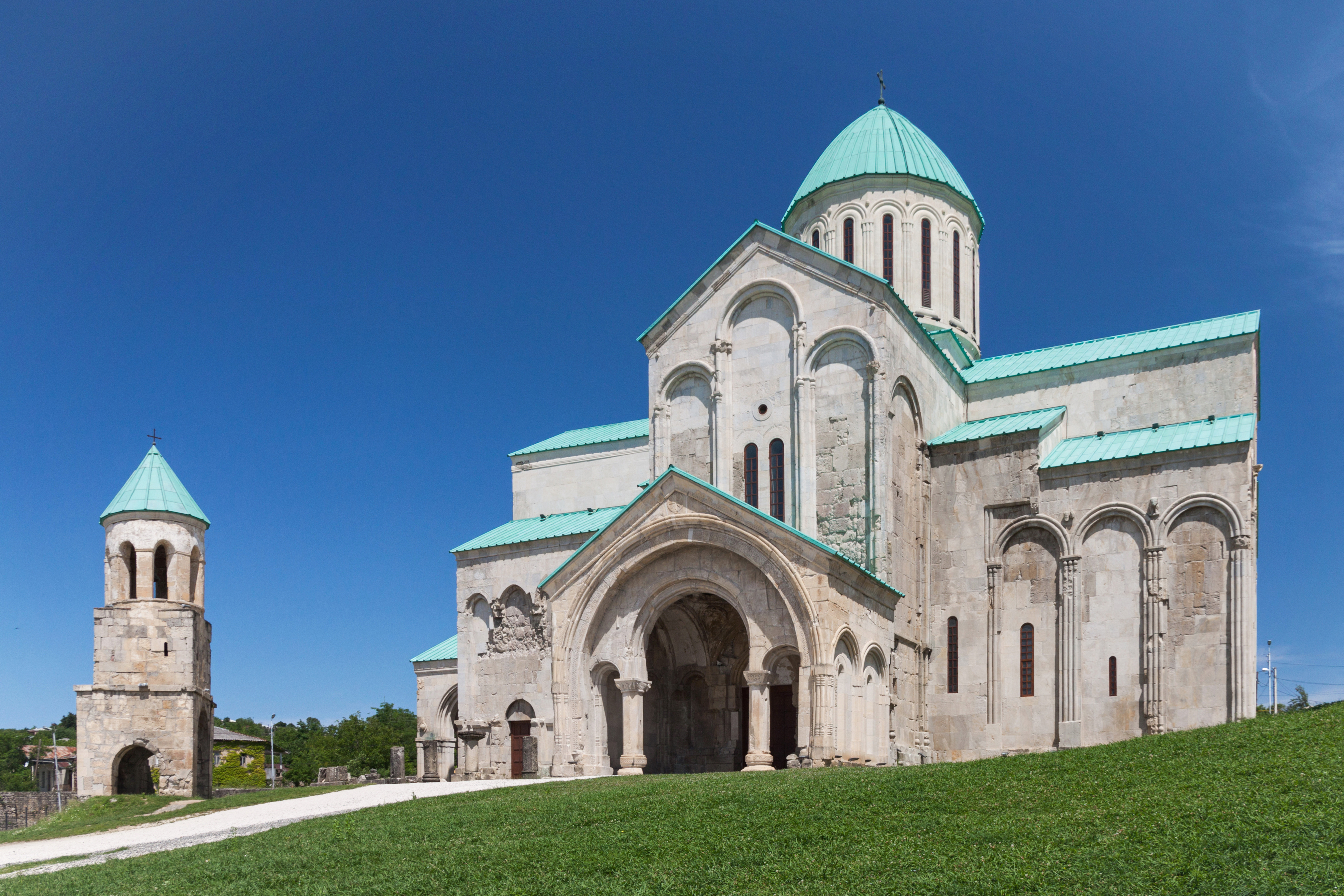
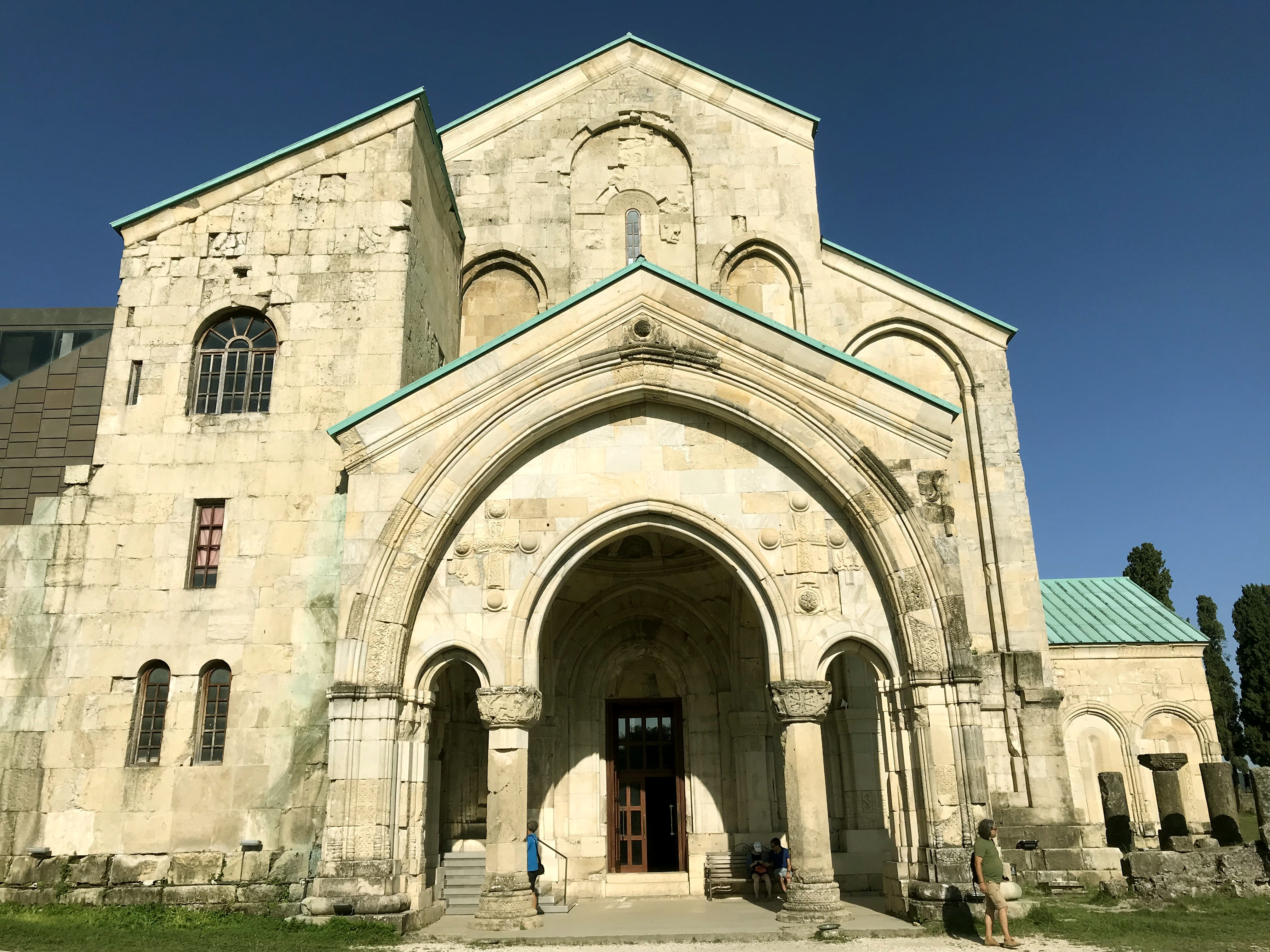
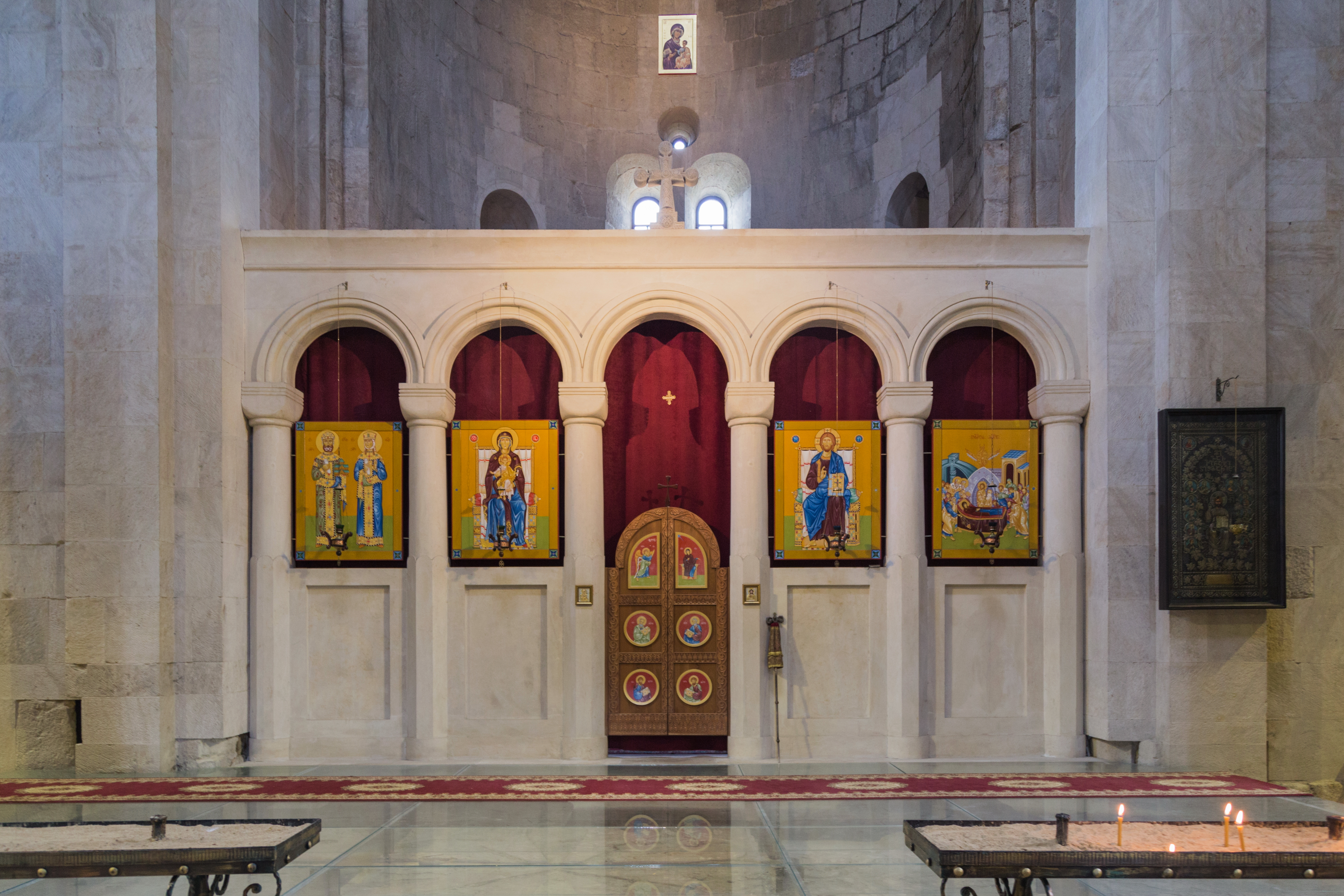
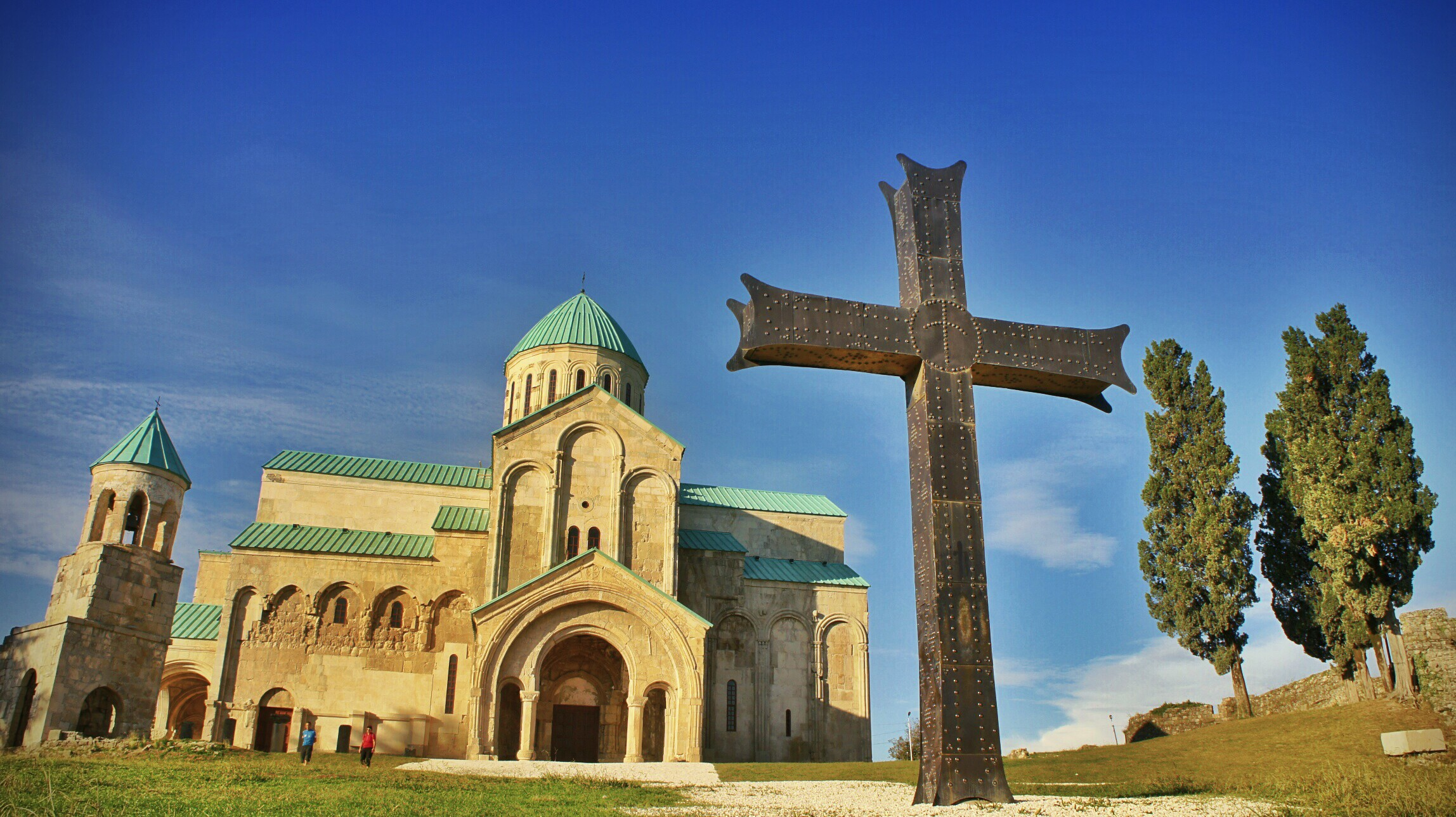
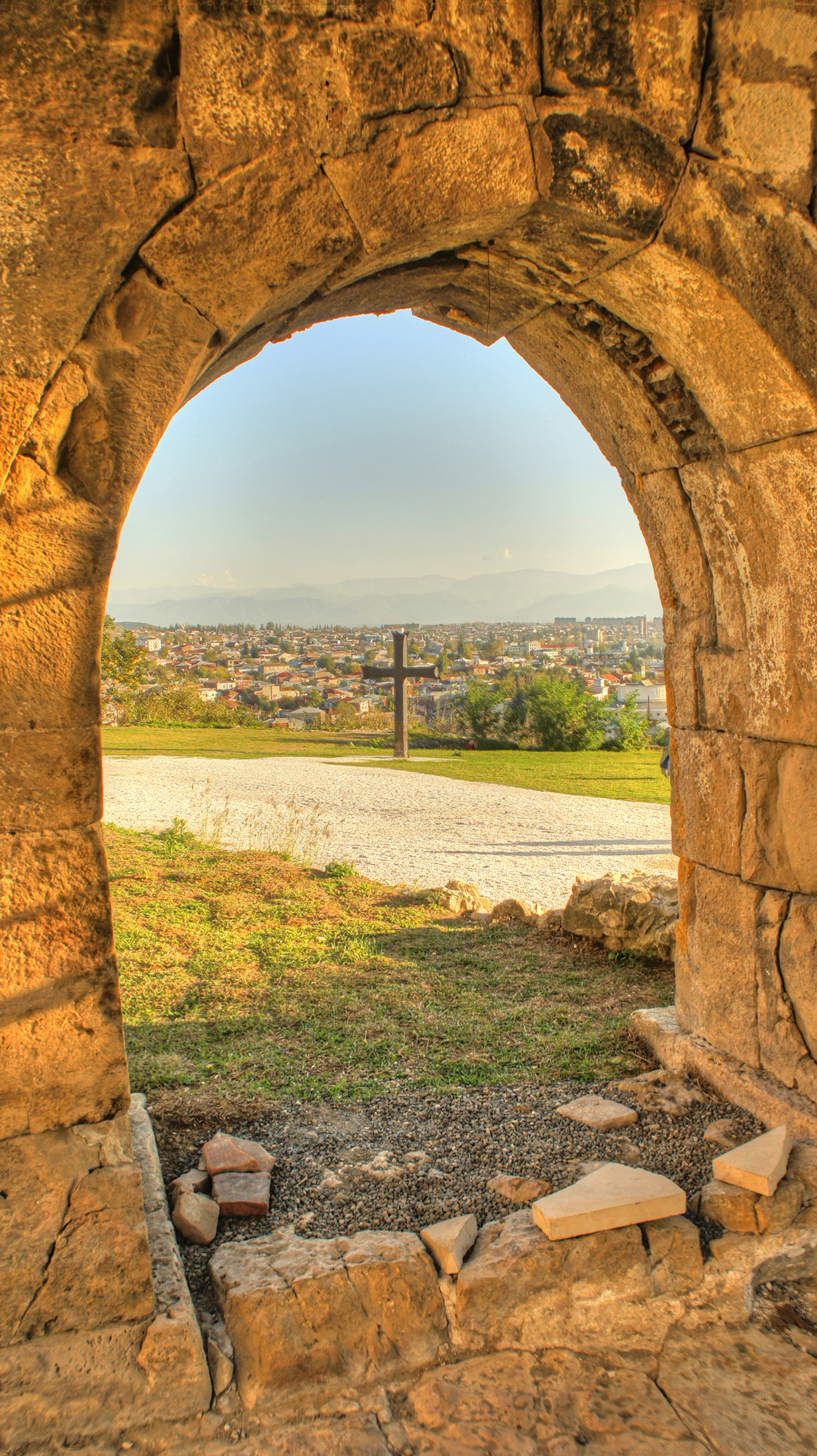
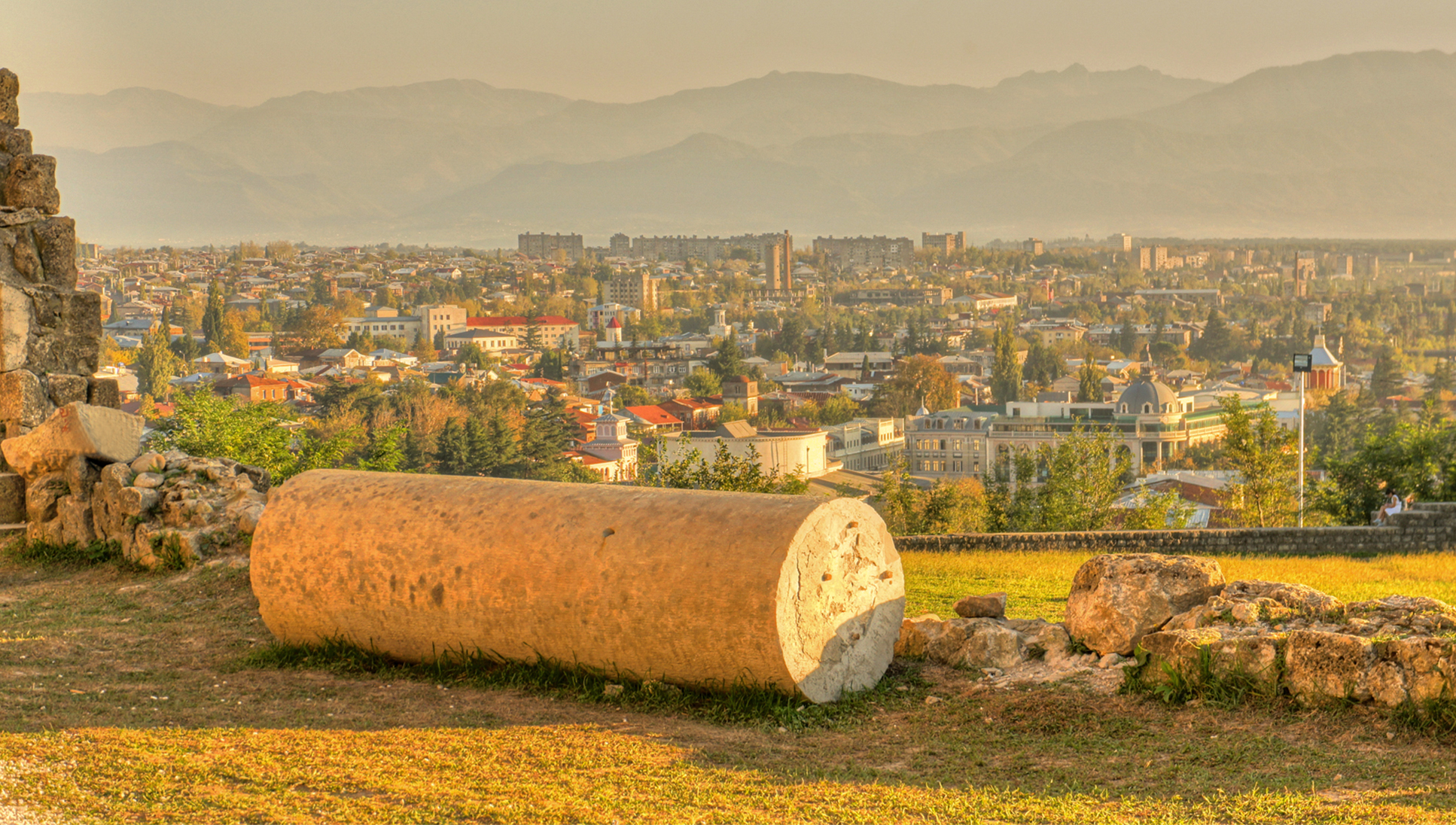
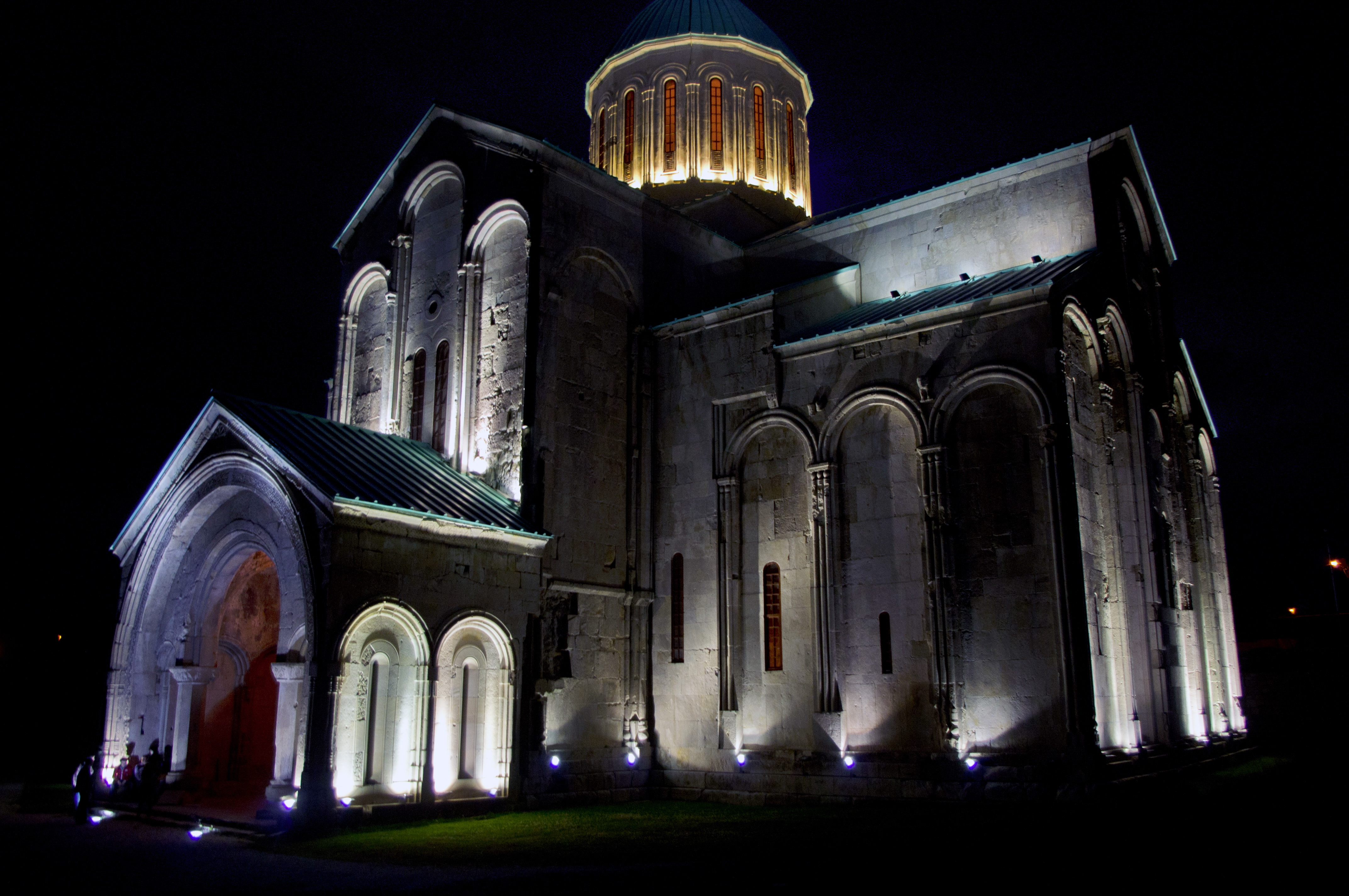